# Pierluigi Marzorati
Pierluigi Marzorati (* 12. September 1952 in Figino Serenza, Lombardei) ist ein ehemaliger italienischer Basketballspieler, der von 1969 bis 1991 bei Pallacanestro Cantù spielte. Er ist Rekordnationalspieler Italiens und wurde 2007 als erster italienischer Spieler in die FIBA Hall of Fame aufgenommen.

## Karriere

### Verein
Marzorati, der in der Gegend um Cantù aufgewachsen war, verbrachte seine gesamte Karriere bei Pallacanestro Cantù. Er bildete mit Carlo Recalcati und später Antonello Riva erfolgreiche Guard-Duos und war über viele Jahre als Aufbauspieler Kopf der Mannschaft. In dieser Zeit gewann Marzorati zahlreiche Titel, unter ihnen zwei italienische Meisterschaften sowie neun Europapokale mit dem Höhepunkt der Landesmeisterpokale 1982 und 1983. Im weiteren Verlauf der 1980er-Jahre waren es dann jedoch andere Vereine, die das Geschehen in Europa und in Italien bestimmten, auch Marzorati musste nun seinem Alter Tribut zollen. Mit dem Gewinn im Korać-Cup 1991 konnte er aber ein versöhnliches Karriereende feiern. Seine Trikotnummer 14 wird bei Cantù seitdem nicht mehr vergeben. Anschließend war er bis 1996 Vizepräsident des Vereins.
2006 lief Marzorati zur Feier des 70-jährigen Vereinsjubiläums ein letztes Mal für Cantù auf und wurde damit der erste Spieler, der in fünf Jahrzehnten auf professionellem Niveau Basketball gespielt hatte. Insgesamt bestritt er für den Verein in der Serie A 692 Spiele, in denen er 8659 Punkte erzielte – beide Zahlen bedeuten bis heute Vereinsrekord.

### Nationalmannschaft
Für die italienische Nationalmannschaft bestritt Marzorati 278 Spiele, was bis heute italienischen Rekord darstellt, und erzielte 2209 Punkte. Seine größten Erfolge waren dabei der Europameistertitel 1983 und der Silbermedaillengewinn bei den Olympischen Spielen 1980 an der Seite von Dino Meneghin. Außerdem gewann er Bronze bei den Europameisterschaften 1971, 1975 und 1985. Marzorati nahm an vier Olympischen Spielen (1972, 1976, 1980, 1984), zwei Weltmeisterschaften (1978 und 1986) sowie acht Europameisterschaften (1971, 1973, 1975, 1977, 1979, 1981, 1983, 1985) teil.

## Erfolge und Ehrungen

### Mit Pallacanestro Cantù
- 2 italienische Meisterschaften: 1975, 1981
- 2 Europapokale der Landesmeister: 1982, 1983
- 4 Europapokale der Pokalsieger: 1977, 1978, 1979, 1981
- 4 Korać-Cups: 1973, 1974, 1975, 1991
- 2 Intercontinental Cups: 1975, 1982

### Mit der Nationalmannschaft
- 4 Medaillen bei Europameisterschaften: Gold 1983; Bronze 1971, 1975, 1985
- 1 Medaille bei Olympischen Spielen: Silber 1980

Marzorati wurde im Mai 2008 als eine der fünfzig bedeutenden Persönlichkeiten des Basketballsport in Europa geehrt. Die Ehrung erfolgte durch die Euroleague Basketball im Rahmen einer offiziellen Zeremonie im Palacio de Deportes de la Comunidad de Madrid, in Madrid (Spanien).